# وارن كولبيرن
وارن كولبيرن (بالإنجليزية: Warren Colburn)‏ هو شخصية أعمال ورياضياتي أمريكي، ولد في 1 مارس 1793، وتوفي في 13 سبتمبر 1833.